# Bamba Dieng
Cheikh Ahmadou Bamba Mbacke Dieng (ur. 23 marca 2000 w Pikine) – senegalski piłkarz grający na pozycji napastnika. Od 2020 jest zawodnikiem klubu Olympique Marsylia.

## Kariera klubowa
Swoją karierę piłkarską Dieng rozpoczynał w juniorach takich klubów jak: ASC SUNEOR (2010-2014) i Diambars FC (2014-2019). W 2019 roku awansował do kadry pierwszego zespołu Diambars FC i w sezonie 2019/2020 zadebiutował w jego barwach w pierwszej lidze senegalskiej. W Diambars FC grał przez rok.
Latem 2020 Dieng przeszedł do Olympique Marsylia za kwotę 400 tysięcy euro. Początkowo grał w rezerwach Olympique, a na początku 2021 awansował do pierwszej drużyny. 17 lutego 2021 zadebiutował w Ligue 1 w wygranym 3:2 domowym meczu z OGC Nice. 11 września 2021 w zwycięskim 2:0 wyjazdowym spotkaniu z AS Monaco FC strzelił swoje pierwsze dwa gole w barwach Olympique.
| Sezon   | Klub                 | Kraj    | Rozgrywki              | Mecze | Gole |
| ------- | -------------------- | ------- | ---------------------- | ----- | ---- |
| 2019/20 | Diambars FC          | Senegal | Championnat National   | 14    | 12   |
| 2020/21 | Olympique Marsylia   | Francja | Ligue 1                | 5     | 0    |
| 2020/21 | Olympique Marsylia B | Francja | Championnat National 2 | 4     | 0    |

## Kariera reprezentacyjna
W reprezentacji Senegalu Dieng zadebiutował 9 października 2021 w wygranym 4:1 meczu eliminacji do MŚ 2022 z Namibią, rozegranym w Thiès. W 2022 roku został powołany do kadry na Puchar Narodów Afryki 2021, który wygrał z Senegalem i na którym rozegrał pięć meczów: grupowy z Malawi (0:0), w 1/8 finału z Republiką Zielonego Przylądka (2:0), w ćwierćfinale z Gwineą Równikową (3:1), w półfinale z Burkiną Faso (3:1) i finale z Egiptem (0:0, k. 4:2).